# Graptopetalum rusbyi
Graptopetalum rusbyi là một loài thực vật có hoa trong họ Crassulaceae. Loài này được (Greene) Rose miêu tả khoa học đầu tiên năm 1924.